# Krzysztof Stanisław Mokrzecki
Krzysztof Stanisław Mokrzecki herbu Ostoja (zm. przed 27 sierpnia 1687 roku) – cześnik bielski od 1666 roku, pisarz grodzki brański i goniądzki w latach 1670-1680.
Był elektorem Michała Korybuta Wiśniowieckiego z ziemi bielskiej w 1669 roku, podpisał jego pacta conventa.